# 2022년 동계 올림픽 쇼트트랙 남자 5000m 계주
2022년 동계 올림픽 쇼트트랙 남자 5000m 계주는 2022년 동계 올림픽 쇼트트랙의 경기 중 하나로 2022년 2월 11일과 2월 15일 중화인민공화국 베이징 수도체육관에서 진행되었다. 예선은 2월 11일에, 결선은 2월 15일에 열린다. 경기 결과 캐나다팀이 금메달을, 대한민국팀이 은메달을, 이탈리아팀이 동메달을 차지하였다.
지난 대회 우승자는 헝가리로, 2위는 중국, 3위는 캐나다였다. 2021년 세계 쇼트트랙 선수권 대회에서는 네덜란드가 우승을 차지하였으며 헝가리가 은메달을, 이탈리아가 동메달을 차지했다. 다만 적잖은 상위권 선수들이 선수권대회에 불참하였다. 2021-22 ISU 쇼트트랙 월드컵에서는 월드컵 직전 4경기에서 캐나다가 1위를 차지했으며, 2위는 대한민국, 3위는 헝가리였다.
준결승전 B조 경기에서 중국팀이 10바퀴를 앞두고 넘어졌는데, 다른 팀의 명백한 방해가 없었음에도 반칙에 의한 구제 처리인 어드밴스드를 받아, 메달결정전인 결승 A조에 진출하여 특혜 논란이 빚어졌다. 특히 중국팀이 꼴찌로 결승선을 통과했음에도 진출한 점, 중국팀의 어드밴스드로 실격 처리된 팀도 없었다는 점에서 더욱 논란이 되었다.

## 출전권 예선
2021-22 ISU 쇼트트랙 월드컵 계주 종목 결과를 바탕으로 상위 8위까지 올림픽에 진출한다.

## 기록
이번 대회 이전의 세계기록과 올림픽 기록은 다음과 같았다.
| 유형 | 선수                                                                | 기록     | 장소          | 날짜            |
| ---- | ------------------------------------------------------------------- | -------- | ------------- | --------------- |
|      | 헝가리 처버 부리안 촐레 크루에게르 류 샤오앙 류 사오린 샨도르       | 6:28.625 | 캐나다 캘거리 | 2018년 11월 4일 |
|      | 헝가리 · 류 샤오앙 · 류 사오린 샨도르 · 빅토르 크노치 · 처버 부리안 | 6:31.971 | 대한민국 강릉 | 2018년 2월 22일 |

## 결과

### 준결승전
| 순위 | 조 | 국가                 | 선수                                                                        | 기록     | 주   |
| ---- | -- | -------------------- | --------------------------------------------------------------------------- | -------- | ---- |
| 1    | 1  | 캐나다               | 샤를 아믈랭 막심 라운 스티븐 뒤부아 파스칼 디옹                             | 6:38.752 | QA   |
| 2    | 1  | 이탈리아             | 피에트로 시겔 유리 콘포르톨라 토마소 도티 안드레아 카시넬리                 | 6:38.899 | QA   |
| 3    | 1  | 일본                 | 요시나가 가즈키 미야타 쇼고 기쿠치 고타 고이케 가쓰노리                     | 6:40.446 | QB   |
| 4    | 1  | 중화인민공화국       | 우다징 런쯔웨이 쑨룽 리원룽                                                 | 6:51.040 | ADVA |
| 1    | 2  | 대한민국             | 이준서 김동욱 황대헌 곽윤기                                                 | 6:37.879 | QA   |
| 2    | 2  | 러시아 올림픽 위원회 | 세묜 옐리스트라토프 콘스탄틴 이블리예프 파벨 시트니코프 데니스 아이라페티안 | 6:37.925 | QA   |
| 3    | 2  | 네덜란드             | 이츠학 더라트 싱키 크네흐트 스벤 로스 옌스 판트 바우트                      | 6:37.927 | QB   |
| 4    | 2  | 헝가리               | 류 샤오앙 류 샤오린 샨도르 존헨리 크루거 벤체 노그라디                      | 6:45.172 | QB   |

### 결승전

#### B조
| 순위 | 국가     | 선수                                                    | 시간     | 비고 |
| ---- | -------- | ------------------------------------------------------- | -------- | ---- |
| 6    | 헝가리   | 류 샤오앙 류 샤오린 샨도르 존헨리 크루거 벤체 노그라디  | 6:39.713 |      |
| 7    | 네덜란드 | 이츠학 더라트 싱키 크네흐트 스벤 로스 옌스 판트 바우트  | 6:39.780 |      |
| 8    | 일본     | 요시나가 가즈키 미야타 쇼고 기쿠치 고타 고이케 가쓰노리 | 6:40.545 |      |

#### A조
| 순위 | 국가                 | 선수                                                                        | 시간     | 비고 |
| ---- | -------------------- | --------------------------------------------------------------------------- | -------- | ---- |
| 1    | 캐나다               | 샤를 아믈랭 스티븐 뒤부아 조르당 피에르질 파스칼 디옹                       | 6:41.257 |      |
| 2    | 대한민국             | 이준서 황대헌 곽윤기 박장혁                                                 | 6:41.679 |      |
| 3    | 이탈리아             | 피에트로 시겔 유리 콘포르톨라 토마소 도티 안드레아 카시넬리                 | 6:43.431 |      |
| 4    | 러시아 올림픽 위원회 | 세묜 옐리스트라토프 콘스탄틴 이블리예프 파벨 시트니코프 데니스 아이라페티안 | 6:43.440 |      |
| 5    | 중화인민공화국       | 우다징 런쯔웨이 쑨룽 리원룽                                                 | 6:51.654 |      |

## 범례
|  | 세계 신기록                  |  |                   | 아프리카 신기록 |                      | Q | 예선 통과 |
|  | 올림픽 신기록                |  | 북아메리카 신기록 | DNS             | 경기를 시작하지 않음 |   |           |
|  |                              |  | 아시아 신기록     | DNF             | 경기를 마치지 않음   |   |           |
|  | 국가 신기록                  |  | 유럽 신기록       | DSQ             | 실격                 |   |           |
|  | 개인 최고 기록 (개인 신기록) |  | 오세아니아 신기록 | WD              | 기권                 |   |           |
|  | 시즌 최고 기록 (시즌 신기록) |  | 남아메리카 신기록 | NM              | 기록 없음            |   |           |

### 쇼트트랙
| ADV | 피반칙으로 다음 라운드 진출 |  |  | QA | 결승전 A (메달 경쟁) |  |  | QB | 결승전 B (메달 없음) |